# Chreniów
Chreniów (ukr.  Хренів) – wieś w obwodzie lwowskim, w rejonie lwowskim (wcześniej w rejonie kamioneckim) na Ukrainie.
W II Rzeczypospolitej gmina wiejska. Od 1 sierpnia 1934, w ramach reformy scaleniowej stała się częścią gminy Dziedziłów w powiecie kamioneckim.

## Położenie
Według Słownika geograficznego Królestwa Polskiego i innych krajów słowiańskich to: „wieś w powiecie Kamionka Strumiłowa, położona na zachód od Buska”.